# Laban Ogallo
Pour l’article homonyme, voir Ogallo.
Laban Ayieko Ogallo (né le 20 janvier 1950 au Kenya, et mort le  20 novembre 2020 à Nairobi) est un météorologue kényan,professeur de météorologie à l'Université de Nairobi, au Kenya. Il a été l'un des pionniers de la science du climat et de la météorologie en Afrique. Il a été président du département de météorologie, membre fondateur de la Société météorologique du Kenya (KMS), de la Société météorologique africaine (AMS), membre de l'Académie africaine des sciences et de l'Académie mondiale des sciences. Il a également fait partie de l'équipe du GIEC qui a reçu le prix Nobel de la paix en 2007,,,,.

## Vie et éducation précoces
Le professeur Ogallo est né au Kenya le 20 janvier 1950. Il a obtenu sa licence (mathématiques, physique et météorologie) en 1975, sa maîtrise (météorologie) en 1977 et son doctorat (météorologie) en 1980 à l'université de Nairobi,,,,.

## Carrière
Le professeur Ogallo a commencé sa carrière en 1975 au sein des services météorologiques d'Afrique de l'Est. En 1976, il a été chargé de cours au département de météorologie de l'université de Nairobi. En 1979, il est devenu maître de conférences, maître de conférences en 1986, président du département de météorologie en 1988, directeur général (CEO/secrétaire) du Conseil national kenyan pour la science et la technologie en 1995, coordinateur du programme CLIPS d'applications climatiques de l'Organisation météorologique mondiale en 1996, directeur du Centre de perceptions et d'applications climatiques de l'IGAD en 2000, coordinateur du projet de renforcement des capacités de résistance aux catastrophes de l'IGAD et du PNUD et, en 1995, il est devenu professeur titulaire,,,.

## Amitié et appartenance
Il était membre de l'Académie mondiale des sciences (TWAS), de l'Académie africaine des sciences (AAS), de l'Académie des sciences du Kenya, de la Kenya Met Society et de la Royal Met Society,.

## Décès
Le professeur Ogallo est décédé à l'hôpital Aga Khan le 20 novembre 2020 après une brève maladie et a été enterré le 5 décembre 2020 à Nyahera, Kisumu, Kenya,,.